# Daniel Vindel
Daniel Vindel (1932 - Madrid, 7 de gener de 1996) va ser un periodista espanyol.
Va desenvolupar la seva carrera a ràdio i sobretot a televisió, i en tots dos mitjans el seu record està associat a la informació esportiva. Però aviat es va especialitzar també en concursos dirigits a nens i joves, amb el tema de l'esport sempre com a eix central de tots els seus programes. La seva marxa va començar a Radio Juventud i més endavant a Ràdio Nacional d'Espanya amb el programa Antorcha deportiva. Va estar treballant a EAJ2, Radio ESPAÑA de Madrid, durant diversos anys, des de 1958, presentant espais comercials. Ja a TVE, especialment recordat va ser Cesta y puntos (1966-1971), un concurs per equips basat en les regles del bàsquet.
En 1965 va rebre el Premi Nacional d'RTVE pel seu treball a La olimpiada del saber i a Cesta y puntos i en 1967 l'Antena de Oro. El seu últim treball televisiu va ser l'espai Jocs sense fronteres, al costat d'Isabel Gemio, en la temporada 1990-1991. Casat amb la també presentadora Aurora López Clemente. Va tenir una filla, Maria Rosa Vindel López, actualment senadora pel PP.

## Trajectòria a TV
- Estudio Galerías (1960)
- La Olimpiada del saber (1964-1965)
- Cesta y puntos (1966-1971)
- Subasta de triunfos (1971-1972)
- Camino del récord (1973-1974)
- Torneo (1975-1979)
- Gol... Y Al Mundial 82 (1982)
- Juvenil Cultural (1982)
- Al galope (1984-1985)
- Juegos sin fronteras (1990-1991)